# آزادراه ام۶۰۲
آزادراه‌ ام۶۰۲ (به انگلیسی: M602 motorway) یک آزادراه در کشور انگلستان است.
این آزادراه که از شهر اکلز شروع میشود، ۶.۴ کیلومتر (۴ مایل) مسافت دارد و در  سالفورد به پایان میرسد.